# Selenia clarilunaria
Selenia clarilunaria là một loài bướm đêm trong họ Geometridae.